# Bohdan Woronowicz
Bohdan Tadeusz Woronowicz (ur. 23 lipca 1943 w Nowogródku) – doktor nauk medycznych, specjalista psychiatra, specjalista seksuolog, certyfikowany specjalista terapii uzależnień oraz certyfikowany superwizor psychoterapii uzależnień. Jeden z dwójki fundatorów Fundacji Biuro Służby Krajowej Anonimowych Alkoholików w Polsce oraz pierwszy Powiernik klasy A (niealkoholik) w polskiej Wspólnocie Anonimowych Alkoholików.
Stworzył i przez 35 lat kierował Ośrodkiem Terapii Uzależnień w Instytucie Psychiatrii i Neurologii w Warszawie. Założyciel i wieloletni dyrektor „Centrum Konsultacyjnego AKMED”. Wieloletni prezes Zarządu Fundacji Doktora Woronowicza „Zależni-Niezależni”.

## Życiorys
Absolwent Wydziału Ogólnolekarskiego Akademii Medycznej w Warszawie i Studium Podyplomowego Profilaktyki Społecznej i Resocjalizacji przy Uniwersytecie Warszawskim.
- 1969–1971 – staż podyplomowy w Szpitalu Miejskim w Nysie koło Opola[1];
- 1971–1973 – młodszy asystent w Szpitalu dla Nerwowo i Psychicznie Chorych w Drewnicy k. Warszawy[1];
- 1973 – asystent, a następnie adiunkt naukowo-badawczy III Kliniki Psychiatrycznej Instytutu Psychiatrii i Neurologii w Warszawie[1];
- 1973–1980 – lekarz asystent w Poradni Odwykowej przy ul. Sobieskiego 112 w Warszawie;
- 1975 – współtwórca pierwszego w Polsce (i w Europie Środkowo-Wschodniej) psychoterapeutycznego oddziału odwykowego dla osób uzależnionych od alkoholu w Instytucie Psychiatrii i Neurologii w Warszawie[1];
- 1980–2014 – kierownik/ordynator początkowo oddziału odwykowego, a następnie Ośrodka Terapii Uzależnień w Instytucie Psychiatrii i Neurologii w Warszawie[1];
- 1980 – współorganizator pierwszej w Warszawie i czwartej w Polsce grupy Anonimowych Alkoholików „Odrodzenie”, udostępnił pomieszczenia oddziału na spotkania jej uczestników (pierwsze spotkanie odbyło się dn. 27 maja 1980 roku)[1][2];
- 1984–1998 (tj. do czasu likwidacji) – kierownik Podzespołu ds. Lecznictwa Odwykowego przy Krajowym Nadzorze Specjalistycznym w dziedzinie psychiatrii; inicjowanie i wprowadzanie nowoczesnych rozwiązań w zakresie organizacji lecznictwa odwykowego oraz pomoc w tworzeniu i wdrażaniu nowoczesnych programów terapii uzależnienia od alkoholu w wielu poradniach, oddziałach i ośrodkach na terenie Polski[1][2];
- 1986 – po odbyciu szkoleń w ośrodkach leczenia uzależnień, głównie w Stanach Zjednoczonych, wprowadził do lecznictwa odwykowego nowe podejście do leczenia (m.in. model Minnesota) oraz nowoczesne metody leczenia oparte na oddziaływaniach psychoterapeutycznych (psychoterapię uzależnień)[2]; w późniejszych latach odbywał staże specjalistyczne w renomowanych ośrodkach terapii uzależnień, m.in. w: Hazelden Foundation (Center City, Minnesota, USA) – trening „Professionals in Residence”, Father Martin’s Ashley (Havre de Grace, Maryland, USA), High Watch i Meridian Center (Connecticut, USA), The International Institute for Alcoholism Education & Training (Greenwich, Connecticut, USA), Salt Lake County Division of Substance Abuse Services (Salt Lake City, Utah, USA), Haymarket Center (Chicago, Illinois, USA). Zdobyte podczas kolejnych staży i szkoleń doświadczenia sukcesywnie adaptował do polskich warunków[1];
- od 1989 – współpraca z Komisją Edukacji w Dziedzinie Uzależnień Fundacji im. Stefana Batorego, a następnie z Regionalnym Programem Przeciwdziałania alkoholizmowi i narkomanii w krajach Europy Środkowej i Wschodniej oraz Azji Centralnej. Uczestniczył w prowadzeniu różnorodnych form szkolenia specjalistów na terenie Białorusi, Bułgarii, Estonii, Litwy, Łotwy, Mołdawii, Słowacji, Ukrainy, kilku regionów Rosji (w tym Syberia, Daleki Wschód – Władywostok, Sachalin, Kołyma – Magadan, Jakuck oraz Kamczatka), a także Armenii, Gruzji, Kazachstanu, Kirgistanu, Tadżykistanu, Uzbekistanu i Mongolii[1][2];
- od 1992 roku – współpraca z nowo utworzonym Biurem Pełnomocnika Ministra Zdrowia i Opieki Społecznej do spraw Profilaktyki i Rozwiązywania Problemów Alkoholowych, a następnie z Państwową Agencją Rozwiązywania Problemów Alkoholowych; do czasu powstania w 2022 r. Krajowego Centrum Przeciwdziałania Uzależnieniom był członkiem Rady ds. Akredytacji oraz członkiem Zespołu Doradców Dyrektora PARPA ds. lecznictwa odwykowego[1][2];
- w latach 2000-2023 – dyrektor Centrum Konsultacyjne AKMED w Warszawie i kierownik programu psychoterapii dla osób uzależnionych i współuzależnionych;
- w latach 2014–2018 – Pełnomocnik ds. Zdrowia Lekarzy i Lekarzy Dentystów Okręgowej Izby Lekarskiej w Warszawie[4].

## Odznaczenia
Odznaczony przez Prezydenta RP Krzyżem Oficerskim Orderu Odrodzenia Polski „za wybitne zasługi i zaangażowanie w działalności na rzecz ludzi uzależnionych” (1999). W 2015 r. został laureatem nagrody Pelikana przyznawanej osobom, które „w znaczący sposób angażują się w pomoc osobom uzależnionym”. W 2018 r. został laureatem Nagrody m.st. Warszawy.

## Publikacje
Autor ponad 250 artykułów naukowych i popularnonaukowych oraz książek:
- Alkoholowe vademecum dla każdego (wyd. Ośrodek Apostolstwa Trzeźwości w Zakroczymiu, 1992) – przetłumaczona na język rosyjski[1].
- O czym powinien wiedzieć terapeuta uzależnień (wyd. Instytut Psychologii Zdrowia PTP, Warszawa 1994)[1].
- Alkoholizm jest chorobą (wyd. Państwowa Agencja Rozwiązywania Problemów Alkoholowych, Warszawa 1999) – przetłumaczona na język ukraiński[1].
- Bez tajemnic o uzależnieniach i ich leczeniu (wyd. Instytut Psychiatrii i Neurologii, Warszawa 2001) – przetłumaczona na język rosyjski[1].
- Na zdrowie. Jak poradzić sobie z uzależnieniem od alkoholu (wyd. Media Rodzina i Parpamedia, Poznań/Warszawa 2008)[1].
- Uzależnienia. Geneza, terapia i powrót do zdrowia (wyd. Media Rodzina i Parpamedia, Poznań/Warszawa 2009)[1].
- Hazard, historia, zagrożenia, drogi wyjścia – red. (wyd. Media Rodzina, Poznań 2012), ISBN 978-83-7278-666-1.
- Dasz radę. O pokonywaniu uzależnień w rozmowie z Karoliną Prewęcką (wyd. Prószyński i S-ka., Warszawa 2014)[2].
- Zachowania, które mogą zranić. O uzależnieniach behawioralnych i nie tylko (wyd. Media Rodzina, Poznań 2021), ISBN 978-83-8008-9747.